# Discours véritable

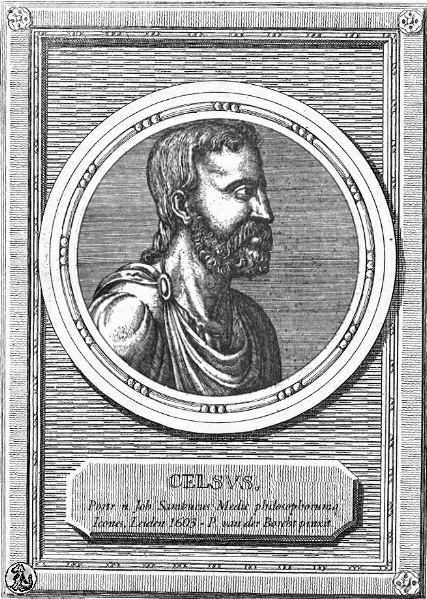
Portrait d'Aulus Cornelius Celsus (Celse)

Le Discours véritable (Aléthès Logos) est un ouvrage composé en grec ancien par le philosophe « païen » Celse vers 178, critique à l'égard du christianisme — de sorte qu'on a pu appeler l'ouvrage Discours véritable contre les chrétiens — mais aussi, quoique de manière plus secondaire, à l'égard de certaines croyances juives.
Ce livre a été perdu, mais on a pu largement le reconstituer à l'époque moderne grâce aux nombreux extraits que le théologien Origène en a donné dans son traité polémique intitulé Contre Celse (248): « Nous possédons ainsi les neuf dixièmes en substance et les sept dixièmes mot à mot de l'ouvrage de Celse ». 
Ce livre a donné lieu à des éditions séparées (indépendantes du Contre Celse) en France dès 1878.

## Plan de l'ouvrage
Louis Rougier propose la reconstitution suivante : l'ouvrage commence par une Préface ; suit un Livre premier : Critique du christianisme, dans lequel Celse met en scène un juif qui prend à partie Jésus, contestant son origine divine (c'est la prosopopée du juif) puis Celse imagine que ce locuteur juif s'adresse aux chrétiens pour les exhorter à abjurer une religion fondée par un imposteur.
Dans le Livre second : Critique de l'apologétique des juifs et des chrétiens, Celse, qui parle ici en son propre nom, ridiculise les disputes des juifs et des chrétiens au sujet de Jésus ; il critique l'incarnation, l'anthropomorphisme (le fait de représenter Dieu sous les traits d'un être humain) et la prétention des juifs à être le peuple élu.
Dans le Livre troisième : Critique des Livres saints, Celse décèle dans les Livres saints des plagiats des textes grecs, qu'il s'agisse de récits religieux, ou d'œuvres philosophiques, particulièrement celles de Platon ; il critique certaines croyances juives et chrétiennes, comme la foi, devenue centrale dans le christianisme, dans la résurrection des corps.
Dans le Livre quatrième : Conflit du christianisme et de l'Empire ; tentative de conciliation, Celse appelle les chrétiens à soutenir l'Empereur de Rome.

## Le rationalisme de Celse
Le rationalisme de la pensée grecque « exclut la doctrine paulinienne [énoncée par saint Paul] du péché, de la rédemption et de la grâce, toute l'économie du salut en un mot ».

## La critique des Livres saints

### Un travail d'exégèse
Celse est « l'initiateur de l'exégèse scientifique ». « Son érudition est celle d'un docteur de l'Église ». Quand il traite de la Bible hébraïque, il s'en prend surtout à la Genèse et l'Exode.  En ce qui concerne le christianisme, il cite parfois les quatre évangiles canoniques, mais à l'époque où il écrit, le Nouveau Testament n'est pas encore constitué de manière définitive (il ne le sera qu'aux IVe-Ve siècles), ainsi qu'il emprunte également aux évangiles apocryphes, vraisemblablement à ceux de Pierre, des Hébreux, des Ebionites, et les Actes de Pilate, qui ont pour lui le même statut que les évangiles selon Matthieu, Luc, Marc et Jean.

### La comparaison des dogmes chrétiens et de la religion grecque
Celse rapproche « la conception virginale de Jésus des vieilles légendes qui racontent l'origine divine de Persée, d'Amphion, d'Eaque, de Minos, auxquelles personne n'ajoutait plus foi en son temps ». Louis Rougier parle à ce propos de mythologie comparée avant la lettre.

### La comparaison de la morale chrétienne et de la philosophie grecque
Examinant par exemple le précepte chrétien selon lequel « Si on vous frappe sur une joue, tendez encore l'autre » (Évangile selon Matthieu, 5, 39), Celse affirme que cette « vieille maxime » a déjà été « bien mieux dite avant eux » (avant les chrétiens) dans l'œuvre de Platon, où l'on peut lire : « il n'est jamais permis d'être injuste, ni de rendre injustice pour injustice, ni mal pour mal » (Celse fait référence ici au dialogue platonicien intitulé Criton). Les chrétiens sont des « plagiaires maladroits ». 

## Modernité duDiscours véritable
Le théologien Michel Fédou parle des « droits de Celse dans la modernité », Celse accorde un rôle central à la raison, au logos grec « Il n'est guère besoin de rappeler que la pensée moderne, depuis l'Aufklärung surtout, a très largement développé un semblable point de vue ». M. Fédou évoque à ce sujet « le fameux parallèle entre Voltaire et Celse ». Dans la pensée moderne, qui de ce point de vue approfondit l'héritage celsien, la raison exerce « une fonction critique », « une tâche essentielle de discernement vis-à-vis des croyances et des pratiques religieuses ».

## La réaction chrétienne auDiscours véritable
Origène a composé une réfutation de cet ouvrage, Contre Celse, en 248.
Théophile d'Antioche, évêque du IIe siècle, aurait conçu son Traité à Autolycus (vers 170-177), apologie dans laquelle Théophile répond aux objections du païen Autolycus, en partie comme une réplique au Discours véritable de Celse.
Tertullien a probablement lu le Discours véritable avant de composer son Apologétique (en 197), comme le suggère une disposition commune des arguments.
Minutius Felix, Père de l'Eglise, met en scène dans son traité Octavius (IIe ou IIIe siècle), un avocat païen, Caecilius Natalis, qui prononce un vigoureux plaidoyer en faveur du paganisme, auquel répond l'auteur chrétien. Dans cet ouvrage Minutius Felix se serait proposé de prendre le contrepied des affirmations de Celse dans le Discours véritable.
On peut penser que l'Épître à Diognète, lettre d’un auteur chrétien anonyme de la fin du IIe siècle, est une réponse à Celse, de même que les œuvres de Hippolyte de Rome, d'Athénagore, de Clément d'Alexandrie.

## La controverse entre hellénisme et christianisme
Des philosophes païens autres que Celse ont critiqué le christianisme et suscité également des réfutations chrétiennes. Ainsi, Porphyre de Tyr est l'auteur d'un traité intitulé Contre les chrétiens (après 271), contre lequel réagissent plusieurs auteurs chrétiens, notamment Apollinaire de Laodicée (en 370), l'arien Philostorge (en 420, mais sa réfutation a été perdue), ainsi que Méthode d'Olympe. L'empereur Julien écrit un traité Contre les Galiléens (en latin Libri tres contra Galileos, 361-363), qui a donné lieu à une réfutation par Cyrille d'Alexandrie, Contra Julianum, au Ve siècle.

## Traductions françaises et éditions du texte
- Le Discours véritable de Celse, tiré des fragments cités dans le Contre Celse d'Origène, essai de restitution et de traduction [du latin], par Benjamin Aubé, Paris, Didier, 1878. In-8°, 117 p. Cette traduction a été reprise aux éd. Sillage en 2014.
- Le Discours véritable de Celse contenu dans Louis Rougier, Celse, ou le conflit de la civilisation antique et du christianisme primitif, Éditions du Siècle, 1925, où il occupe les pages 334 à 429. Cette traduction a été reprise aux éditions JJ Pauvert en 1965, Copernic en 1977, Phébus en 1999. Comptes rendus de l'ouvrage de Louis Rougier consacré au Discours véritable et de la reconstruction de l'œuvre de Celse qu'il propose, par Jean Hadot en 1975[14], et par Robert Turcan en 1979[15].